# TT64
| S38 | q · Y1 | r · H · N5 · H |

| S38 | q · Y1 | r · H · N5 · H |

TT64 (Theban Tomb 64) è la sigla che identifica una delle Tombe dei Nobili ubicate nell’area della cosiddetta Necropoli Tebana, sulla sponda occidentale del Nilo dinanzi alla città di Luxor, in Egitto. Destinata a sepolture di nobili e funzionari connessi alle case regnanti, specie del Nuovo Regno, l'area venne sfruttata, come necropoli, fin dall'Antico Regno e, successivamente, sino al periodo Saitico (con la XXVI dinastia) e Tolemaico.

## Titolare
TT64 era la tomba di:
| Titolare    | Titolo                               | Necropoli           | Dinastia/Periodo            | Note                                                                |
| ----------- | ------------------------------------ | ------------------- | --------------------------- | ------------------------------------------------------------------- |
| Heqaerneheh | Nutrice del Figlio del Re, Amenhotep | Sheikh Abd el-Qurna | XVIII dinastia (Thutmosi IV | versante nord-est della collina, più in basso, a sud-est della TT63 |

## Biografia
Heqaerneheh, nutrice del Figlio del re, fu figlia di Hekreshu, a sua volta Tutore del figlio del re.

## La tomba
TT64 si sviluppa con forma a "T" rovesciata tipica di analoghe sepolture della XVIII dinastia. Ad un breve corridoio di accesso, in cui è rappresentata la defunto in adorazione, segue un corridoio trasversale in cui Heqaerneheh affianca il giovane principe mentre versa unguenti e brucia offerte in un braciere; segue il padre (?), Hekreshu, con il piccolo sulle ginocchia mentre un uomo offre un mazzo di fiori ad Amon e al padre della defunta. Una stele reca i resti di un offertorio ad Anubi in veste di sciacallo. In altra scena il padre Hekreshu offre un fiore di papiro completamente sbocciato al Kha di Thutmosi IV posizionato sotto un chiosco che sovrasta alcuni prigionieri; poco oltre la defunta, con alcuni principi, offre mazzi di fiori al padre che regge il giovane principe sulle ginocchia; anche in questo caso, sono presenti alcuni prigionieri al di sotto dello sgabello. Poco oltre, la defunta, seguita da alcuni uomini che portano mazzi di fiori, ne offre a Thutmosi IV e al suo kha sotto un chiosco ai cui lati si trovano due asiatici.
Un breve passaggio, in cui alcuni dipinti non terminati rappresentano la defunta che entra, su una parete, ed esce, sull'altra dalla tomba, consente l'accesso a una piccola camera finale in cui i resti di alcune scene riguardano la defunta in offertorio dinanzi ad Anubi.

### Annotazioni
1. ↑  La prima numerazione delle tombe, dalla numero 1 alla 253, risale al 1913 con l’edizione del "Topographical Catalogue of the Private Tombs of Thebes" di Alan Gardiner e Arthur Weigall. Le tombe erano numerate in ordine di scoperta e non geografico; ugualmente in ordine cronologico di scoperta sono le tombe dalla 253 in poi.
2. ↑  I campi della Duat, ovvero l'aldilà egizio, si trovavano, secondo le credenze, proprio sulla riva occidentale del grande fiume.
3. ↑  Nella sua epoca di utilizzo, l'area era nota come "Quella di fronte al suo Signore" (con riferimento alla riva orientale, dove si trovavano le strutture dei Palazzi di residenza dei re e i templi dei principali dei) o, più semplicemente, "Occidente di Tebe".
4. ↑  le Tombe dei Nobili, benché raggruppate in un'unica area, sono di fatto distribuite su più necropoli distinte.
5. ↑  Le note, sovente di inquadramento topografico della tomba, sono tratte dal "Topographical Catalogue" di Gardiner e Weigall, ed. 1913 e fanno perciò riferimento alla situazione dell'epoca.

### Fonti
1. ↑  Porter e Moss 1927,  p. 125.
2. ↑  Gardiner e Weigall 1913.
3. ↑  Donadoni 1999,  p. 115.
4. ↑  Gardiner e Weigall 1913, pp. 22-23.
5. ↑  Porter e Moss 1927,  p. 128.
6. ↑  Porter e Moss 1927,  planimetria p. 124.
7. ↑  Porter e Moss 1927,  pp. 128-129.